# الكشافة في الثقافة الشعبية

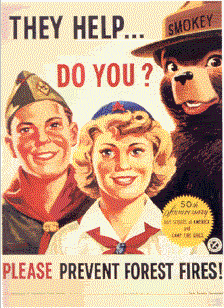
سموكي بيرد مع أعضاء الكشافة الأمريكية و ال مخيم بنات نار

منذ بدأت الحركة الكشفية في عام 1907، قد أبرمت العديد من عناصر الثقافة الشعبية، بما في ذلك الأفلام والتلفزيون والكتب.
كما وجه من وجوه الثقافة في معظم أنحاء القرن العشرين، تم تصوير الكشافة في العديد من الأفلام والأعمال الفنية. وبدات في الانتشارا خاصة في الولايات المتحدة، حيث يتم ربط الكشافة ربطاً وثيقا المثل الأعلى للأمريكانا. أعمال رسامين مثل نورمان روكويل وجوزيف كساتاري وفيلم اتبعني بنين ! عام 1966 من أفضل الأمثلة على هذه الروح الأمريكية المثالية. من أقدم تصوير الكشافة في وسائل الإعلام والترفيه هو فيلم صامت بريطاني للإنقاذ عام 1908 فإنه يصور الكشافة تتبع عصابة من الخاطفين عبر الغابة لانقاذ طفل مخطوف.
وغالبا ما تعالج الكشافة بطريقة فكاهية، كما هو الحال في عام 1989 فيلم قوات بيفرلي هيلز، وغالبا ما خيالية حتى يتسنى للجمهور يعرف هذا الموضوع والكشافة دون أن يكون هناك أي ذكر للكشافة بالاسم.

## روابط خارجية
- أفلام مع إشارات إلى الكشافة ضد "الكشافة"
- الكشافة التي كتبها باثى البريطاني